# 大衛王酒店爆炸案
大衛王酒店爆炸案是發生1946年7月22日，猶太復國主義恐怖組織伊爾貢針對英治巴勒斯坦政府發動的恐怖襲擊，襲擊目標是設於大衛王酒店內的政府總部。這宗爆炸案共造成91人死亡，46人受伤。這次襲擊是要摧毀英國在巴勒斯坦進行阿加莎行動中搜獲的大批文件，其內容可以將猶太事務局定罪。在英國託管巴勒斯坦時期，以英國為目標的襲擊中以這次的傷亡最嚴重。這次的傷亡人數也超出後來巴以衝突中發生的任何一次爆炸案。

## 歷史
伊爾貢在酒店大樓南翼地庫放置炸彈，其上方是英治巴勒斯坦政府秘書處和英軍總部的數間辦公室。此前英國當局在阿加莎行動搜獲大批文件，內含資料可用以指證猶太事務局參與暴行並將之入罪。文件悉數存放於政府秘書處辦公室，於是伊爾貢決定炸毀酒店南翼以銷毀文件。爆炸導致酒店南翼的西邊倒塌。
爆炸前曾有數通警告電話，然而沒有一通直接打給英國當局。其中一通打到酒店接線室，但酒店職員當成虛報，因此酒店沒有進行疏散。原因可能是當時虛報的炸彈警告很普遍。
酒店爆炸前，伊爾貢曾在外面街道引爆小型炸彈，據稱是要趕離附近人群。但按警方的調查報告，此舉反而令酒店內的人聚集在酒店西南角圍觀，令傷亡更嚴重。而在酒店外的街道和附近建築物也有死傷者。
策動襲擊時伊爾貢的首領，是後來當上以色列總理的梅納赫姆·貝京。
遇害者大多數是酒店和秘書處員工。案发后据官方统计，死难者包括41名阿拉伯人、28名英國人、17名巴勒斯坦猶太人、2名亞美尼亞人、1名蘇聯人，1名希臘人和1名埃及人。另外伊爾貢的一個成員在襲擊中被槍擊，其後傷重死亡。
後來成為香港廉政公署首任執行處處長兼副廉政專員的彭定國在爆炸發生時正在現場，因及時逃生而未遭波及。

## 六十週年紀念爭議

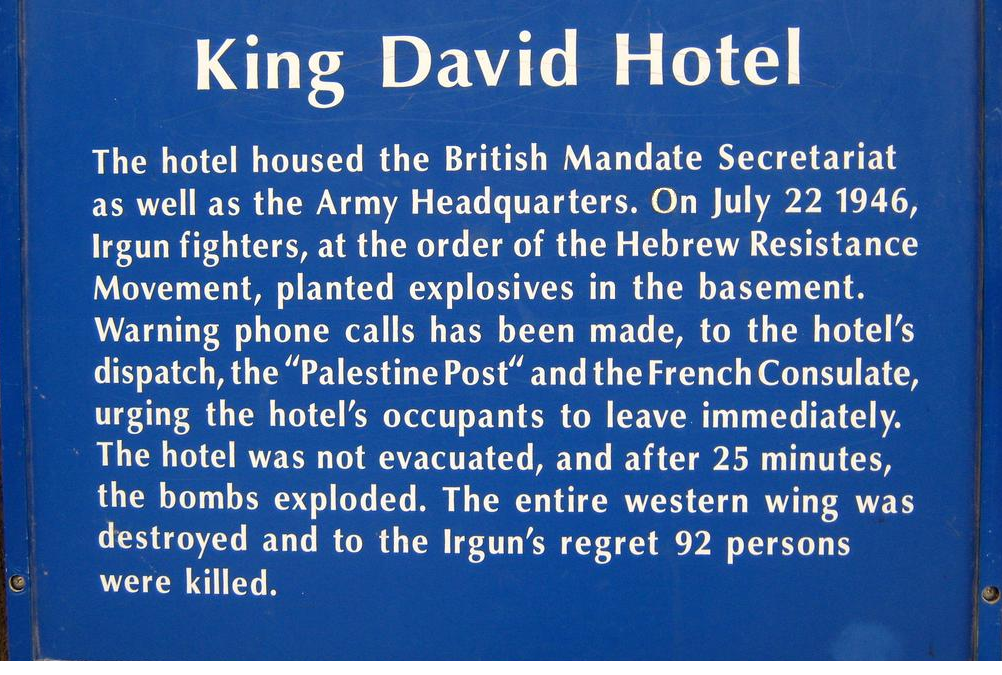
爆炸案六十週年的紀念牌。牌上記死者為92人，因為以色列官方將死去的襲擊者也算入被殺者之列。英國作為受害方對此極度不滿。

2006年7月，梅納赫姆·貝京遺風中心舉辦會議，以標誌爆炸案六十週年。出席者有當時為以色列前總理，其後再任總理的內塔尼亞胡，及伊爾貢前成員。當時爆炸案的紀念牌揭幕，其上寫著：「由於英國人才知道的原因，酒店未有疏散」。英國駐以色列大使及駐耶路撒冷領事抗議，稱：「如此一場令到多人死亡的恐怖主義活動，我們不認為其受紀念是正當的」，並致信耶路撒冷市長，謂這樣的恐怖活動，即使事前曾作警告，亦不應表彰其事。英國政府亦要求移除紀念牌，指責牌上控告英國人未有疏散酒店的文句並不屬實，也「不會令放炸彈者得到赦宥。」
以色列為防止外交風波，修改牌上文句，不過英文版的修改比希伯來文版的要大。修定的英文版本謂「曾有數通警告電話打給酒店、巴勒斯坦郵報和法國領事館，催促酒店住客立即離開。酒店未有疏散，25分鐘後炸彈爆炸。令伊爾貢感到遺憾者，有92人被殺。」死者數目中包括一個施襲時中槍身亡的伊爾貢成員，但只有希伯來文版本才將這數目來由交代清楚，在末尾加上「包括在那裏交火被殺的一名伊爾貢成員」。（希伯來語：כולל איש האצ"ל שנהרג בחילופי יריות שהתנהלו במקום）